# Savigny-sur-Ardres
Savigny-sur-Ardres är en kommun i departementet Marne i regionen Grand Est (tidigare regionen Champagne-Ardenne) i nordöstra Frankrike. Kommunen ligger i kantonen Ville-en-Tardenois som tillhör arrondissementet Reims. År 2022 hade Savigny-sur-Ardres 255 invånare.

## Befolkningsutveckling
Antalet invånare i kommunen Savigny-sur-Ardres
| Referens: INSEE |